# Voetbalvereniging Baronie
Il Voetbalvereniging Baronie, comunemente noto come VV Baronie, è una squadra di calcio olandese con sede a Breda.

## Storia
Il VV Baronie fu fondato il 4 luglio 1926 ed è sempre stato il secondo club della città, dopo il ben più blasonato NAC Breda. Nel 1955 il club entro nel calcio professionistico in Tweede Divisie, ma la tifoseria rimase molto fredda, con un'affluenza di pubblico molto bassa.
La bassa affluenza, accoppiata con un budget di gran lunga inferiore a tutte le altre squadre professionistiche portarono la KNVB a escludere il VV Baronie dai campionati professionistici nel 1971. Da allora il VV Baronie ha partecipato solo ai campionati dilettantistici, vincendo per sei volte il titolo di Hoofdklasse. Attualmente partecipa alla Topklasse.

## Palmarès
- Hoofdklasse Titolo di divisione:
  - Vincitore (6):1994-95, 1995-96, 1996-97, 2000-01, 2003-04, 2008-09
- Hoofdklasse Titolo di Sabato:
  - Vincitore (3): 1995-96, 1996-97, 2000-01
- Hoofdklasse Titolo nazionale:
  - Vincitore (1): 2000-01

## Stadio
Il VV Baronie disputa le sue partite casalinghe nello stadio De Blauwe Kei, che può contenere 7000 persone.